# Diana Laura Riojas de Colosio
Diana Laura Riojas de Colosio är en ort i Mexiko.   Den ligger i kommunen Altamira och delstaten Tamaulipas, i den östra delen av landet, 400 km norr om huvudstaden Mexico City. Diana Laura Riojas de Colosio ligger 16 meter över havet och antalet invånare är 360.
Terrängen runt Diana Laura Riojas de Colosio är mycket platt, och sluttar söderut. Runt Diana Laura Riojas de Colosio är det ganska tätbefolkat, med 104 invånare per kvadratkilometer. Närmaste större samhälle är Tampico, 18,9 km sydost om Diana Laura Riojas de Colosio. Trakten runt Diana Laura Riojas de Colosio består huvudsakligen av våtmarker.